# Indiase roepie

Valutateken voor de roepie

De roepie is de munteenheid van India. Eén roepie is honderd paise.
De volgende munten worden gebruikt: 1, 2, 5, 10 en 20 roepie. Het papiergeld is beschikbaar in 1, 2, 5, 10, 20, 50, 100, 500 en 2000 roepie. In 2017 werd het biljet van 200 roepie geïntroduceerd en er kwam geen vervanging voor het 1000 roepie biljet.
Voor de roepie in 1957 decimaal werd, was ze verdeeld in 16 Anna die elk in 4 paise werden verdeeld.

## Geschiedenis
De naam roepie komt uit het Sanskriet Rupya, hetgeen zilver betekent. De eerste munten in India werden waarschijnlijk al in de 4e eeuw voor Chr. gebruikt, tijdens de heerschappij van het Mauryaanse Rijk. Ook munten uit de tijd van het Romeinse Rijk werden aangetroffen. Islamitische munten worden sinds de 8e eeuw gebruikt, hetgeen werd versterkt tijdens het ontstaan van de sultanaten. Voordat de Britten het land overnamen werden er meerdere munteenheden naast elkaar gebruikt. In 1835 werd onder de Britse bezetting de zilveren roepie ingevoerd. Vanaf 1862 werd de invloed van lokale munteenheden nog verder beperkt, hoewel nog tot 1950 verschillende prinselijke staten eigen munteenheden voerden. Na het verkrijgen van de onafhankelijkheid bleef de Indiase roepie bestaan.
De Indiase regering verklaarde op 8 november 2016 de biljetten van 500 en 1000 roepie (circa 13,50 euro) zonder waarschuwing vooraf ongeldig als wettig betaalmiddel. De totale waarde van deze twee bankbiljetten in omloop is 220 miljard dollar, dat is gelijk aan 86% van de totale waarde van alle bankbiljetten in circulatie in India. De premier deed dit om belastingontwijking, corruptie, criminaliteit en valsemunterij tegen te gaan. De oude biljetten konden tot 31 december 2016 bij de banken worden omgewisseld voor nieuwe biljetten van 500 en 2.000 roepie. De omwisselingstransacties werden wel geregistreerd en doorgegeven aan de belastingdienst.

## Valutateken
Op 5 maart 2009 vaardigde de Indiase overheid een wedstrijd uit om een valutateken te ontwerpen. ₨ gold toen als officiële afkorting maar men wilde een neutraler teken dat "een weerspiegeling moest zijn van de Indiase cultuur en de verschillende etniciteiten in het land" (₨ is immers in het Latijnse schrift terwijl de nationale taal in het Devanagari geschreven wordt). Uit 3331 inzendingen koos men uiteindelijk voor het ontwerp van D. Udaya Kumar, een assistent-professor aan het IIT in Guwahati. Het teken is een ligatuur (mix) van de Latijnse 'R' (zonder streepje) en de र ('Ra') uit het Devanagarischrift. Op 15 juli 2010 werd het door de minister van Financiën voorgesteld aan de pers.

## Wisselkoersverloop
| Jaar | Amerikaanse dollar | euro    |
| ---- | ------------------ | ------- |
| 1985 | 12,3640            |         |
| 1990 | 17,4992            |         |
| 1995 | 32,4232            |         |
| 2000 | 44,9401            | 41,4939 |
| 2005 | 44,1000            | 54,8993 |
| 2010 | 45,7262            | 60,6683 |
| 2015 | 64,1519            | 71,2435 |
| 2020 | 74,0996            | 84,5684 |
| 2021 | 73,9180            | 87,4760 |